# Абдуллах ибн Ахмад ибн Ханбаль
Абу́ Абдуррахма́н Абдулла́х ибн А́хмад ибн Муха́ммад ибн Ха́нбаль аш-Шайба́ни (араб. أبو عبد الرحمن عبد الله بن أحمد بن محمد بن حنبل الشيباني‎) — мусульманский правовед и богослов, хафиз, критик, сын эпонима ханбалитского мазхаба, Ахмада ибн Ханбаля. Сыграл важную роль в продвижении работ и учений своего отца.

## Биография
Его полное имя: Абу Абдуррахман Абдуллах ибн Ахмад ибн Мухаммад ибн Ханбаль аш-Шайбани. Он родился в 828 году, жил в Багдаде. 
Абдуллах ибн Ахмад обучался религиозным наукам у своего отца, передавал хадисы от Яхьи ибн Маина, Абу Бакра ибн Абу Шейбы и его брата Усмана, Абу Хайсамы, Абу ар-Раби аз-Захрани и многих других. От него передавали хадисы ан-Насаи в своём «Сунане», Абу-ль-Касим аль-Багави, Абу Авана аль-Исфараини, Сулейман ат-Табарани, Мухаммад аль-Ваки, Яхья ибн Саид, аль-Махамили, Ахмад аль-Халляль, Абу Бакр ан-Наджжад и другие. С похвалой об Абдуллахе отзывались его отец Ахмад ибн Ханбаль, Ибн аль-Мунади и аль-Хатиб аль-Багдади.
Некоторое время работал в качестве судьи (кади) в некоторых районах Персии.
По сообщению Абу Али ибн ас-Саввафа, Абдуллах ибн Ахмад умер в 903 году. По словам Исмаила аль-Хатаби, Абдуллах скончался в воскресенье, за девять ночей до конца месяца Джумада ас-сани, и был погребён вечером того же дня на багдадском кладбище Баб ат-тибн (араб. باب التبن‎). Погребальную молитву над ним совершил сын его старшего брата Салиха — Зухайр ибн Салих.

## Труды
Абдуллах является основным передатчиком сборников Ахмада ибн Ханбаля «Муснад» и «аз-Зухд». Кроме того, им были написаны дополнения (заваид) к этим трудам. К «Муснаду» было прибавлено около 10 тыс. хадисов. Иногда его дополнения были настолько существенными, что в некоторых случаях он упоминается как соавтор работ.
- Китаб ас-Сунна;
- Мусаиль Ахмад ибн Ханбаль — антология вопросов и ответов Ахмада ибн Ханбаля по различным богословским, юридическим и другим вопросам;
- Муснад Ахль аль-Байт;
- ас-Суласийят[6];
- Китаб аль-джумаль[3]